# Batalla de Civitate
La batalla de Civitate tuvo lugar el 18 de junio de 1053 en el sur de Italia. La batalla enfrentó a los normandos, dirigidos por el conde de Apulia, Hunifredo de Altavilla, junto con otros miembros de la Casa de Altavilla como Roberto Guiscardo, y un ejército formado por suabios, italianos y lombardos, una coalición organizada por el papa León IX y dirigida en el campo de batalla por Rodolfo de Benevento, príncipe de Benevento, y Gerardo de Lorena, duque de Lorena. La victoria normanda sobre la coalición aliada marcó el inicio de un conflicto que duraría hasta el reconocimiento de la conquista normanda de Italia Meridional.

## Trasfondo histórico

### La llegada de los normandos al sur de Italia
Los normandos habían llegado a Italia en 1017, en un peregrinaje al santuario de San Miguel Arcángel en Monte Sant'Angelo, en Apulia. Estos guerreros fueron contratados como mercenarios para oponerse a la amenaza de los sarracenos, que asediaban el sur de Italia desde sus bases en Sicilia sin que los gobiernos bizantinos o lombardos de las zonas afectadas pudieran oponer demasiada resistencia.
La disponibilidad de esta fuerza mercenaria (los normandos eran famosos por ser militariter lucrum quaerens, o buscadores de un lucro a cambio de servicios militares) no pasó desapercibida a los gobernantes cristianos del sur de Italia, que la utilizó en el marco de sus propias guerras internas. Los normandos, por su parte, buscaron pescar en tío revuelto, y en 1030 Ranulfo Drengot logró hacerse con el condado de Aversa.
Tras este primer éxito, otros normandos llegaron al sur de Italia en busca de riquezas. Sobresalen por su importancia los miembros de la Casa de Altavilla, hijos todos ellos de Tancredo de Altavilla. Poco tiempo después este grupo normando creó su propio estado: Guillermo Brazo de Hierro se convirtió, en 1042, en conde de Apulia.

### La coalición anti-normanda
Los avances de los normandos en el sur de Italia alarmaron al papa. En 1052, León IX se reunió con emperador Enrique III del Sacro Imperio y con su pariente de Sajonia, y pidió ayuda para poner freno a los normandos. Se le negó la ayuda, con lo que León volvió a Roma en marzo de 1053 acompañado tan solo por 700 soldados de infantería suabia.
Sin embargo, había otros líderes y otros pueblos preocupados por el creciente poder normando, y en particular los gobernantes italianos y lombardos del sur de la península. El príncipe de Benevento, Rodolfo, el duque de Gaeta, los condes de Aquino y Teano, el arzobispo y los ciudadanos de Amalfi —junto con hombres llegados de Apulia, Molise, Campania, Abruzzo y el Lacio— acudieron a la llamada papal y formaron una coalición para enfrentarse a los normandos.
El papa también encontró ayuda en otro poder, el imperio bizantino, gobernado en ese momento por Constantino IX. En un principio los bizantinos, establecidos en Apulia, habían intentado pagar a los normandos y contratarles como mercenarios integrados en su amplio ejército de mercanarios, puesto que los normandos eran conocidos por su codicia. El comandante bizantino Argiro, el lombardo catepán de Italia, ofreció a los normandos dinero a cambio de dispersarse como mercenarios hacia las fronteras orientales del imperio, pero los normandos rechazaron la propuesta afirmando explícitamente que su objetivo era la conquista del sur de Italia. Ante esta realidad, Argiro contactó con el papa, y cuando León y su ejército se deplazaron desde Roma hasta apulia para enfrentarse a los normandos en batalla, un ejército bizantino dirigido personalmente por Argiro se desplazó también a Apulia con el mismo plan, atrapando a los normandos en una maniobra de pinza.
Los normandos comprendieron el peligro y reunieron a todos los hombres disponibles en un solo ejército al mando del conde de Apulia, Hunifredo de Altavilla, el conde Ricardo de Aversa, y otros miembros de la Casa de Altavilla, entre los que se encontraba Roberto de Altavilla, más tarde conocido como Roberto Guiscardo.

## La batalla
León se desplazó a Apulia y alcanzó el río Fortore, cerca de la ciudad de Civitate. Los normandos salieron a su encuentro para interceptar el ejército papal cerca de la ciudad y evitar su unión con el ejército bizantino comandado por Argiro. Los normandos afrontaban el enfrentamiento cortos de provisiones y con menos hombres que sus enemigos, con no más de 3.000 hombres de caballería y pocos infantes, contra un ejército de 6.000 soldados de infantería y caballería. Solicitaron una tregua, pero antes de que terminaran las negociaciones se lanzaron al ataque contra el ejército papal.
Los dos ejércitos estaban divididos por una pequeña colina. Los normandos colocaron su caballería en tres formaciones, con los hombres de Ricardo en la derecha, Hunifredo en el centro, y Roberto Guiscardo en la izquierda, al mando de su caballería y su infantería )los sclavos, la infantería eslava). En frente de ellos el ejército papal formaba en dos partes, con la caballería suabia (capaz de luchar a caballo o a pie) en una fina y larga línea en la derecha, y con los italianos agrupados en la izquierda, bajo el mando de Rodolfo. El papa León estaba en la ciudad, pero su estandarte, el vexillum sancti Petri, ondeaba con el ejército aliado.
La batalla comenzó con el ataque del conde de Aversa contra los italianos. Tras atravesar la llanura, llegaron frente a sus oponentes, que rompieron la formación y huyeron sin siquiera intentar resistir; los normandos mataron a muchos de ellos y avanzaron hacia el campamento del papa. Los suabios, mientras tanto, se habían desplazado a la colina, y se enfrentaron al centro normando, al que fueron capaces de superar pese a su desventaja numérica. Roberto Guiscardo, viendo su hermano en peligro, movió su ala izquierda hacia la colina y consiguió aligerar la presión suabia, a la vez que se distinguió personalmente por su valentía en combate. La situación en el centro quedó equilibrada, pero la batalla quedó decidida con el retorno al campo de batalla de Ricardo, resultando en la derrota de los suabios y de la coalición papal.

## Hechos posteriores
El papa fue tomado prisionero por los normandos. No se sabe con exactitud cómo pasó: las fuentes papales afirman que León dejó Civitate y se rindió para evitar un mayor derramamiento de sangre, mientras que otras fuentes indican que los habitantes de Civitate lo entregaron a los normandos. El papa fue tratado con respeto, pero fue encerrado en la prisión de Benevento durante casi nueve meses, siendo obligado a ratificar determinados tratados favorables a los normandos.
Seis años después, y tras otros tres papas anti-normandos, el tratado de Melfi (1059) supuso el reconocimiento del poder y del control normando del sur de Italia. Hubo dos razones esenciales para este cambio en la política papal:
- En primer lugar, los normandos habían demostrado ser un enemigo fuerte y cercano, mientras que el emperador bizantino resultaba ser un aliado débil y lejano.
- En segundo lugar, el papa Nicolás II había decidido cortar los lazos que unían a la Iglesia romana y a los emperadores del Sacro Imperio, reclamando para los cardenales romanos el derecho de elegir al papa, y con ello reduciendo la importancia del emperador. En el más que probable enfrentamiento contra el imperio, resultaba importante contar con un aliado fuerte como los normandos.